# Koszwice
Koszwice (niem. Koschwitz) – wieś w Polsce, położona w województwie śląskim, w powiecie lublinieckim, w gminie Pawonków. Jest siedzibą leśnictwa.
| SIMC    | Nazwa       | Rodzaj    |
| ------- | ----------- | --------- |
| 0142065 | Leśniczówka | część wsi |

W latach 1975–1998 wieś administracyjnie należała do województwa częstochowskiego.
W przeszłości były częścią wsi Kośmidry, które w 1922 znalazły się w granicach Polski. Niespełna rok później, w maju 1923 roku, dokonano korekty granicy i część miejscowości, jako Koschwitz, przyłączono z powrotem do Niemiec. Powody korekty nie są do końca znane - według miejscowej anegdoty członkowie komisji granicznej zostali zaproszeni na wesele, gdzie biesiadnicy poprosili o zmianę przebiegu granicy.
W 1936 roku hitlerowska administracja III Rzeszy, chcąc zatrzeć słowiańskie pochodzenie nazwy wsi, przemianowały ją ze zgermanizowanej na nową, całkowicie niemiecką nazwę Heidehammer, a w 1945 roku wprowadzono polską nazwę Koszwice.
Miejscowość porastają przeważnie lasy, w szczególności bór sosnowy. Powierzchnia Koszwic liczy blisko 342 ha, wieś zamieszkuje 251 mieszkańców. We wsi znajduje się Karczma, wybudowana w 1912r. pełniła rolę Gasthausu. W budynku tym należącym do Paula Willima znajdowała się stajnia z kuźnią pełniąca zaplecze regularnej linii pocztowej, tam również mieścił się sklep oraz pokoje do wynajmu. Karczma istnieje do dziś i dalej pełni swoje funkcje, od 1999r. nosi nazwę Karczma Koszwice - na cześć nazwy wioski. W Koszwicach znajdują się również 2 ścieżki sportowo-rekreacyjne które są efektem współpracy lokalnego Klubu Sportowego START Koszwice z Nadleśnictwem Lubliniec.

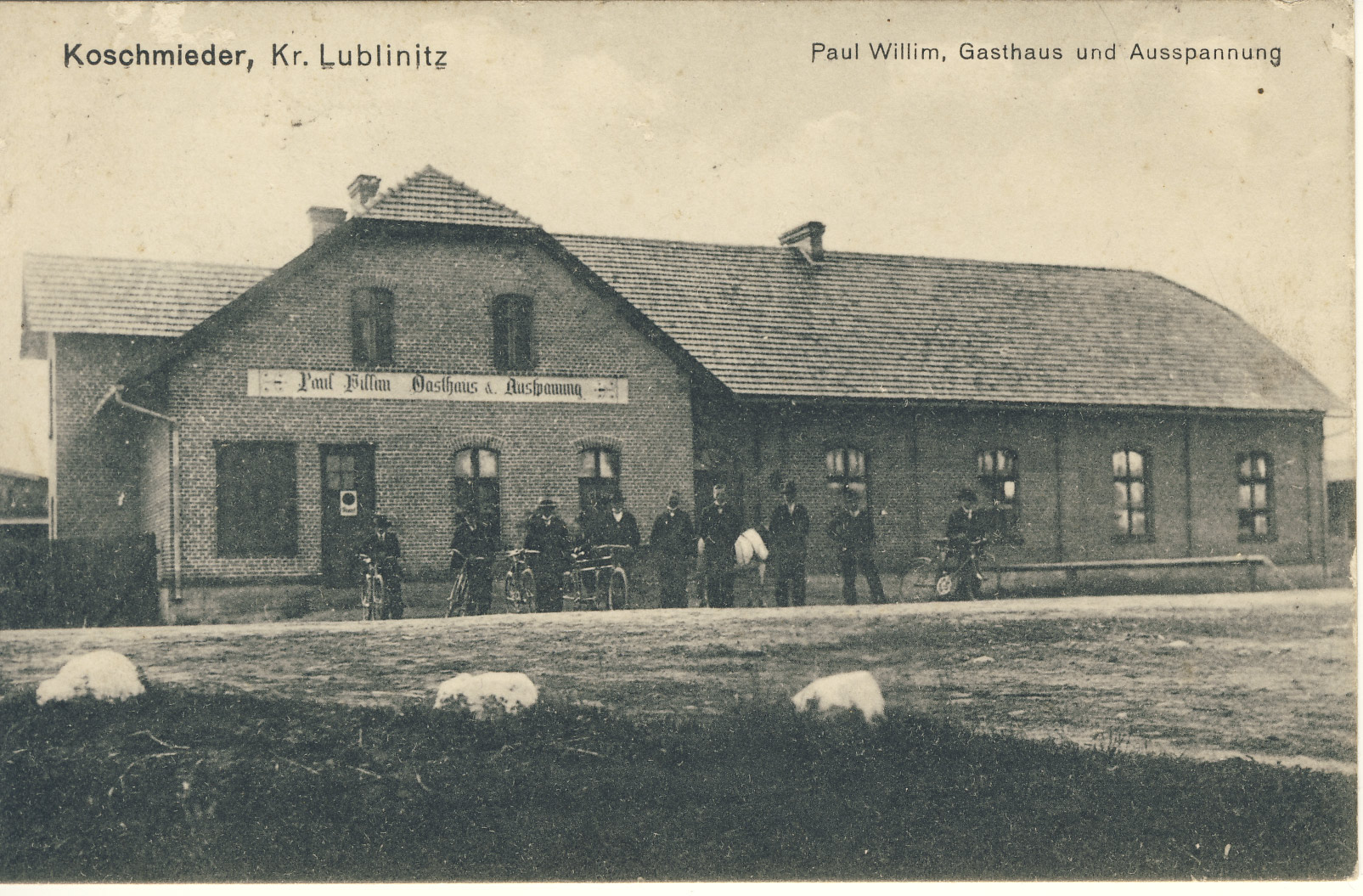
Zdjęcie Karczmy w Koszwicach z początku XX wieku.
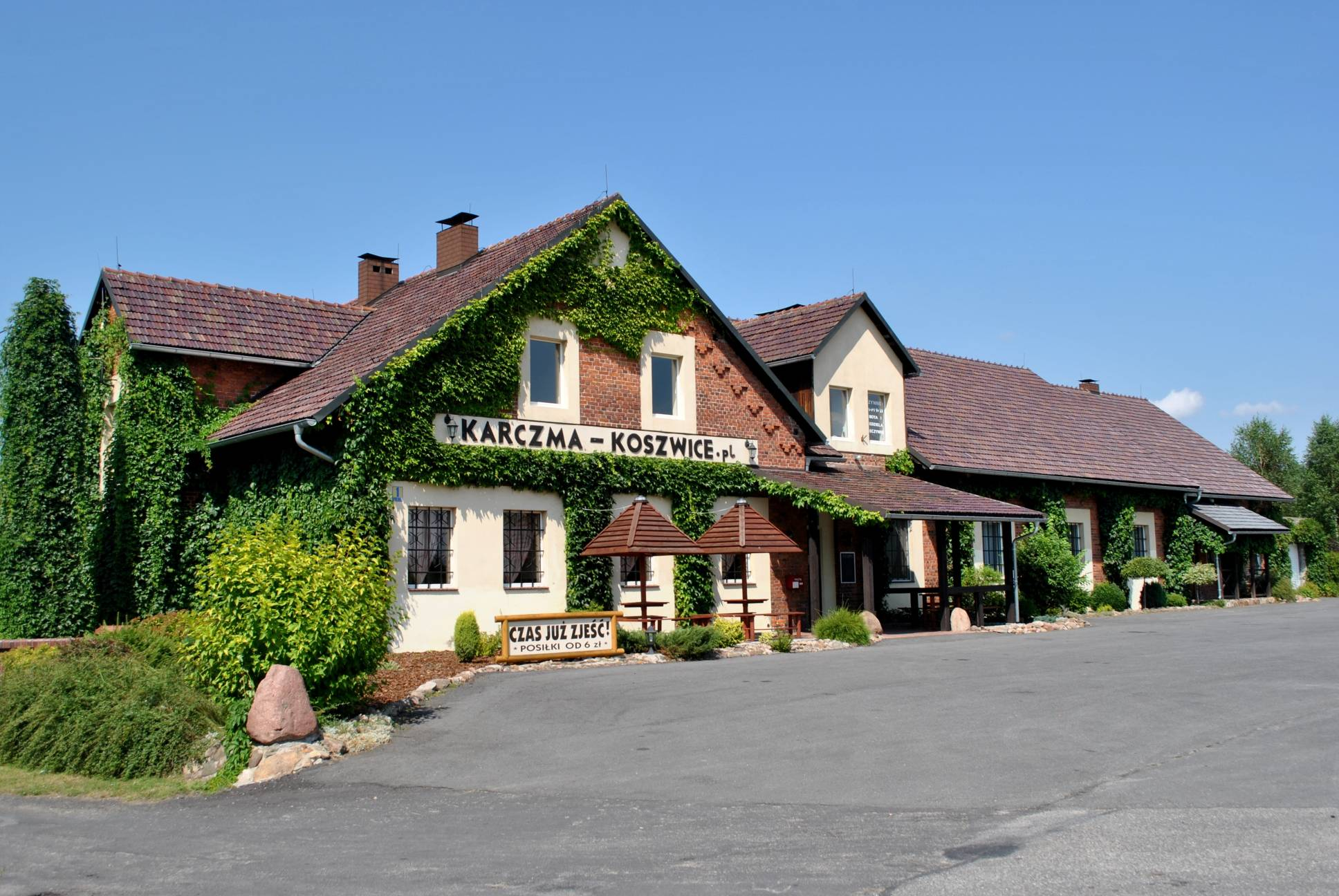
Budynek Karczmy w Koszwicach obecnie
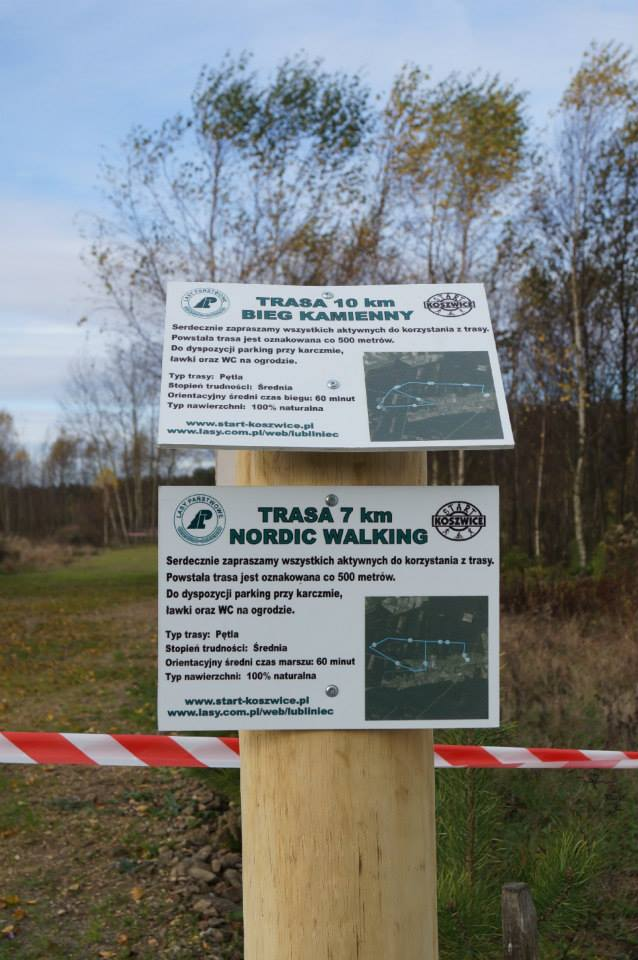
Tablice informacyjne o trasach sportowo-rekreacyjnych w Koszwicach